# NOS4A2 (serie de televisión)
NOS4A2 (pronunciada Nosferatu) es una serie de televisión estadounidense de drama sobrenatural y terror basada en la  novela homónima de Joe Hill. Fue creado por Jami O'Brien y se estrenó el 2 de junio de 2019 en AMC. En julio de 2019, se anunció que la serie fue renovada para una segunda temporada a estrenarse el 1 de junio de 2020.
En agosto de 2020, la serie fue cancelada después de dos temporadas.

## Sinopsis
NOS4A2 sigue a «Vic McQueen, una joven artista de clase trabajadora que descubre que tiene una habilidad sobrenatural para rastrear el aparentemente inmortal Charlie Manx, que se alimenta de las almas de los niños, y los lleva de lo que queda de ellos a Christmasland — una retorcida aldea navideña de la imaginación de Manx donde todos los días es Navidad, y la infelicidad es contra la ley. Vic debe esforzarse por derrotar a Manx y rescatar a sus víctimas — sin perder la cabeza o ser víctima de él».

## Elenco y personajes

### Principales
- Ashleigh Cummings como Vic McQueen
- Olafur Darri Olafsson como Bing Partridge
- Jahkara Smith como Maggie Leigh
- Ebon Moss-Bachrach como Chris McQueen
- Virginia Kull como Linda McQueen
- Zachary Quinto como Charlie Manx
- Ashley Romans como Tabitha Hutter (principal temp. 2; recurrente temp. 1)

### Recurrentes
- Asher Miles Fallica como Daniel Moore
- Chris McKinney como el Sheriff Bly
- Rarmian Newton como Drew Butler
- Karen Pittman como Angela Brewster
- Paulina Singer como Willa Brewster
- Darby Camp como Haley Smith
- Judith Roberts como Jolene
- Mattea Conforti como Millie Manx

## Episodios
| Temporada | Temporada | Episodios | Episodios | Emisión original    | Emisión original     |
| Temporada | Temporada | Episodios | Episodios | Primera emisión     | Última emisión       |
| --------- | --------- | --------- | --------- | ------------------- | -------------------- |
|           | 1         | 10        | 10        | 2 de junio de 2019  | 28 de julio de 2019  |
|           | 2         | 10        | 10        | 21 de junio de 2020 | 23 de agosto de 2020 |

### Primera temporada (2019)
| N.º | Título                           | Dirigido por      | Escrito por        | Fecha de emisión original | Audiencia (millones) |
| --- | -------------------------------- | ----------------- | ------------------ | ------------------------- | -------------------- |
| 1 | «The Shorter Way»                | Kari Skogland     | Jami O'Brien       | 2 de junio de 2019        | 1,11                 |
| El inmortal Charlie T. Manx de 135 años de edad, atrae a un niño de su hogar en Here, Iowa a su Rolls-Royce Wraith de 1938 con destino a Christmasland, un lugar mágico «donde todos los días es Navidad y la infelicidad es contra la ley». Mientras tanto, Victoria «Vic» McQueen, una ciudadana de Haverhill, Massachusetts, descubre sus habilidades sobrenaturales cuando puede atravesar un viejo puente que fue demolido hace mucho tiempo. |                                  |                   |                    |                           |                      |
| 2 | «The Graveyard of What Might Be» | Kari Skogland     | Mark Richard       | 9 de junio de 2019        | 0,89                 |
| Después de cruzar el puente de atajo hacia Here, Iowa, Vic se encuentra con Maggie, una médium que usa fichas de Scrabble para buscar respuestas a los extraños acontecimientos. Ella explica que, como ella, Vic es una «Súper Creativa», una elegida para encontrar niños perdidos que fueron secuestrados por Manx. Mientras tanto, Manx visita Haverhill para encontrar a Vic, pero en cambio contrata al conserje de la escuela, Bing Partridge, quien está ansioso por trabajar en Christmasland y ayudar a Manx a «rescatar y recuperar» a los niños de sus malos padres. |                                  |                   |                    |                           |                      |
| 3 | «The Gas Mask Man»               | John Shiban       | Marcus Gardley     | 16 de junio de 2019       | 0,92                 |
| Vic visita la escuela de arte de sus sueños RISD con sus amigos adinerados. Su sueño parece fuera de su alcance sin ayuda financiera, por lo que, según el consejo de Willa, Vic falsifica la firma de su padre en una declaración de impuestos. De vuelta en Haverhill, Manx siente la presencia de una Super Creativa, una anciana en la sala psiquiátrica de la ciudad, que usó sus patines para transportarse. Con la ayuda de Bing Partridge, Manx intenta localizar a Vic por el puente de atajo, pero conoce a la joven vecina de Vic, Haley, quien está buscando a su gato perdido, Mittens. Más tarde, Bing con una máscara antigás, desmaya a la madre de Haley con sevoflurano y secuestra a Haley. |                                  |                   |                    |                           |                      |
| 4 | «The House of Sleep»             | John Shiban       | Megan Mostyn-Brown | 23 de junio de 2019       | 0,73                 |
| La infancia de Bing en Sugarcreek, Pensilvania, con su padre abusivo y su madre sumisa, tiene una perspectiva de su vida adulta como asesino en serie. Cuando era un adolescente, cuando su padre lo insulta por colgar las luces de Navidad muy lentamente, Bing lo mata con una pistola de clavos. Cuando su madre se entera, él confunde su comportamiento maternal con afecto romántico y termina violandola y matándola también. Bing, fácilmente influenciado por Manx, recrea su crimen al hacer lo mismo con la madre de Haley, Sharon. El puente de atajo la lleva a la casa de Bing, donde descubre la evidencia de su secuestro en el sótano. Más tarde, Vic encuentra su cadáver enterrado en tierra con un clavo a través de su cráneo. Manx pide que él y Vic se encuentren en persona. |                                  |                   |                    |                           |                      |
| 5 | «The Wraith»                     | Tim Southam       | Lucy Thurber       | 30 de junio de 2019       | 0,74                 |
| Manx expone su plan para Vic; que vaya a Christmasland y se vuelva la madre para todos los niños secuestrados. Sin embargo, Vic jura encontrarlo y quemar todo el lugar. Maggie encuentra el Wraith y la placa del vehículo, pero cuando Maggie toca el auto, Manx lo siente. El Wraith se enciende y se estrella contra Maggie. Vic es interrogada por Tabitha Hutter, la detective del caso y ella le dice la verdad sobre Manx y su Wraith. Hutter sugiere que Vic debería ver un psiquiatra. Después de una pequeña insistencia de su padre, Vic firma un formulario de ingreso. |                                  |                   |                    |                           |                      |
| 6 | «The Dark Tunnels»               | Tim Southam       | Thomas Brady       | 7 de julio de 2019        | 0,67                 |
| En 1959, Saugus, Massachusetts, el joven Charlie Manx le propone matrimonio a Jolene, una Súper Creativa y mesera en un drive-in. Él quiere llevarla a Christmasland para ser una familia con todos los hijos que ha salvado, pero ella se niega. En el pabellón mental, Vic es puesta en la misma habitación con una anciana Jolene, quien le cuenta sobre Manx. Se transportan en el nuevo sable de Jolene, una silla de ruedas, a los Túneles Oscuros, el lugar oculto de Jolene, donde fotografías de niños desaparecidos cuelgan de las paredes. Antes de morir, Jolene usa su habilidad para destruir el motor del Wraith, lo que convierte a Manx en un anciano. Para salir del hospital, Vic le dice al médico que ella inventó todo. Ella le pide a Maggie, que fue dada de alta, que se vuelva a unir, pero Maggie ha terminado. Ella tira su bolsa de Scrabble a la basura y regresa a Iowa. |                                  |                   |                    |                           |                      |
| 7 | «Scissors for the Drifter»       | Jeremy Webb       | Jami O'Brien       | 14 de julio de 2019       | 0,66                 |
| Un Manx vulnerable se encuentra muriendo y sin el Wraith funcionando. Después de que la madre de Vic vende su motocicleta, Vic está sin su sable y necesita acceder al puente de atajo para encontrar a Manx. Ella intenta unirse con Maggie, pero no sirve de nada y está abusando de sus pastillas para el dolor. Vic se dirige a una exposición de motocicletas con su padre para buscar otra, pero no puede encontrar una para conectarse. Además, Vic ha estado recibiendo llamadas que solo ella puede escuchar de los niños de Christmasland que tienen hambre. Manx y Bing llegan a un depósito de chatarra en Nebraska que tiene partes de Wraith. La propietaria llama al alguacil Joe para informarle y antes de que la policía local responda, Manx la mata, recordando haber tomado a su nieto hace muchos años. Una sobria Maggie se despierta en la casa de Joe para encontrar las luces de su patrulla que destellan afuera. Manx secuestra y lleva a Joe a Christmasland para jugar un juego mortal de Tijeras para el vagabundo.                                                                                            |                                  |                   |                    |                           |                      |
| 8 | «Parnassus»                      | Jeremy Webb       | Megan Mostyn-Brown | 21 de julio de 2019       | 0,78                 |
| A raíz de la desaparición de Joe, Maggie inicialmente recurre a su madre para consolarla, pero no puede regresar debido a las estrictas reglas. La bolsa de Scrabble regresa extrañamente y confirma la muerte de Joe a manos de los niños de Christmasland. En respuesta, Maggie procede a las drogas y al alcohol. Mientras tanto, Vic recibe la noticia de que ha sido aceptada en RISD y es invitada a una fiesta organizada por Willa como celebración. La madre y el padre de Vic se reúnen brevemente en la fiesta, con Linda mostrando preocupación porque Vic está lista para una educación universitaria. Más tarde, Vic y su madre tienen una breve discusión que termina cuando Vic sale de la casa antes de ser capturada por Bing. Afortunadamente, ella logra escapar de él y, después de una llamada telefónica de Maggie, recupera su moto y salva a Maggie de una sobredosis. En un bar, Charlie Manx se encuentra con otro súper creativo llamado Abe y propone la idea de que Vic sea una madre para sus hijos. Abe, sin embargo, no está de acuerdo, y propone que Manx mate a Vic debido al alcance de sus habilidades. |                                  |                   |                    |                           |                      |
| 9 | «Sleigh House»                   | Hanelle Culpepper | Thomas Brady       | 28 de julio de 2019       | 0,68                 |
| 10 | «Gunbarrel»                      | Stefan Schwartz   | Jami O'Brien       | 28 de julio de 2019       | 0,68                 |

## Producción

### Desarrollo
El 8 de diciembre de 2015, se anunció que AMC había puesto en desarrollo una adaptación televisiva basada en la novela NOS4A2 de Joe Hill. El 12 de agosto de 2016, se anunció que Jami O'Brien escribirá el guion y se desempeñará como productora ejecutiva. El 31 de mayo de 2017, se anunció que AMC había abierto una sala de guionistas para la serie, liderado por Jami O'Brien. Además se anunció que Hill se desempeña como productor ejecutivo. El 10 de abril de 2018, se anunció que AMC ordenó que se produjese la serie para una primera temporada de diez episodios. Además, se informó que O'Brien actuará como showrunner y que Lauren Corrao actuará como productora co-ejecutiva. El 26 de junio de 2018, se anunció que Megan Mostyn-Brown había sido elegida como productora supervisora en la serie. El 30 de marzo de 2019, se anunció que la serie se estrenaría el 2 de junio de 2019. El 20 de julio de 2019, se anunció que la serie fue renovada para una segunda temporada de diez episodios a estrenarse en 2020. El 2 de abril de 2020, se anunció que la segunda temporada se estrenaría el 1 de junio de 2020 simultáneamente con BBC America.

### Casting
El 27 de junio de 2018, se anunció que Olafur Darri Olafsson, Virginia Kull, y Ebon Moss-Bachrach habían sido elegidos para papeles principales, interpretando a Bing Partridge, Linda McQueen y Chris McQueen, respectivamente. El 5 de julio de 2018, se informó que Jahkara Smith se había unido al elenco de forma recurrente como Maggie Leigh. El 28 de agosto de 2018, se anunció que Karen Pittman había sido elegida para un papel recurrente. El 13 de septiembre de 2018, se informó que Zachary Quinto y Ashleigh Cummings habían sido elegidos para los dos papeles principales de la serie de Charlie Manx y Vic McQueen, respectivamente. El 12 de octubre de 2018, se anunció que Rarmian Newton y Darby Camp se habían unido al reparto en una capacidad recurrente. El 12 de diciembre de 2018, se anunció que Ashley Romans en un rol recurrente. El 25 de octubre de 2019, se anunció que Romans fue ascendida en un rol principal. El 2 de abril de 2020, se anunció que Jason David y Mattea Conforti fueron elegidos en roles sin revelar.
El 31 de agosto de 2020, AMC canceló la serie después de dos temporadas.

### Rodaje
El rodaje de la segunda temporada comenzó en 2019.